# نمایشگاه ۷۴
نمایشگاه ۷۴ (انگلیسی: Expo '74)، که به‌طور رسمی به‌عنوان نمایشگاه بین‌المللی محیط زیست اسپوکن ۱۹۷۴ شناخته می‌شود، یک نمایشگاه جهانی بود که از ۴ مه ۱۹۷۴ تا ۳ نوامبر ۱۹۷۴ در اسپوکن، واشینگتن در شمال‌غربی ایالات متحده برگزار شد. این اولین نمایشگاه جهانی با مضمون محیط زیست بود و تقریباً ۵٫۶ میلیون نفر در آن شرکت کردند. قلب محوطه پارک نمایشگاهی در جزیره کانادا، جزیره هاورمیل و مجاورت ساحل جنوبی رودخانه اسپوکن، متشکل از پارک ریورفرنت امروزی، در مرکز شهر قرار داشت.
به‌استثنای دو غرفه، تمام ساختمان‌های اصلی سازه‌های مدولار بودند که در سایت برپا شده بودند. این نمایشگاه ۵٫۶ میلیون بازدید کننده داشت و به عنوان یک موفقیت به حساب آمد، هرچند که در پایان تقریباً سود یا زیانی نداشت، در احیای مجدد هستهٔ شهری آسیب دیده تخمین زده شد که ۱۵۰ میلیون دلار در اقتصاد محلی و مناطق اطراف آن تزریق شد.